# Christian Lampert
Christian Lampert (* 1967 in Offenburg) ist ein deutscher Hornist.
Lampert studierte Waldhorn bei Francesco Raselli, Mahir Çakar und Erich Penzel. 
Nach seinem Studium war er seit 1989 Solohornist im Frankfurter Opernhaus- und Museumsorchester und ab 1996 im Radio-Sinfonie-Orchester Frankfurt. Im gleichen Jahr erhielt er einen Ruf als Solohornist in das Orchester der Bayreuther Festspiele.
Lampert unterrichtete seit 1996 als Dozent an der Hochschule für Musik und Darstellende Kunst Frankfurt am Main, wurde 2001 als Professor für Horn an die Musikhochschule Basel berufen und leitete seit 2004 die Hornklasse an der Hochschule für Musik Stuttgart.
2022 wechselte Lampert von Stuttgart an die Hochschule der Künste Bern, wobei ihm die Hochschule für Musik Basel erhalten bleibt.

## Preise und Mitgliedschaften
- 1983, 1984 und 1985 Bundespreisträger im Wettbewerb Jugend musiziert
- Mitglied im Bundesjugendorchester, der Jungen Deutschen Philharmonie
- Mitglied im European Community Youth Orchestra
- Stipendiat der Studienstiftung des deutschen Volkes
- Preisträger beim Internationalen Instrumentalwettbewerb Markneukirchen
- 1988 Gewinner des Tonger-Wettbewerbes der Hochschule für Musik Köln